# آنكانغ
آنكانغ (بالصينية: 安康市 )‏ هي مدينة على مستوى محافظة، في جمهورية الصين الشعبية، تتبع شنشي، تبلغ مساحتها 23,529 كيلومتر مربع، رمزها البريدي هو 725000.

## المناخ
يظهر الجدول التالي التغييرات المناخية على مدار السنة لآنكانغ:
| البيانات المناخية لـآنكانغ         | البيانات المناخية لـآنكانغ | البيانات المناخية لـآنكانغ | البيانات المناخية لـآنكانغ | البيانات المناخية لـآنكانغ | البيانات المناخية لـآنكانغ | البيانات المناخية لـآنكانغ | البيانات المناخية لـآنكانغ | البيانات المناخية لـآنكانغ | البيانات المناخية لـآنكانغ | البيانات المناخية لـآنكانغ | البيانات المناخية لـآنكانغ | البيانات المناخية لـآنكانغ | البيانات المناخية لـآنكانغ |
| الشهر                              | يناير                      | فبراير                     | مارس                       | أبريل                      | مايو                       | يونيو                      | يوليو                      | أغسطس                      | سبتمبر                     | أكتوبر                     | نوفمبر                     | ديسمبر                     | المعدل السنوي              |
| ---------------------------------- | -------------------------- | -------------------------- | -------------------------- | -------------------------- | -------------------------- | -------------------------- | -------------------------- | -------------------------- | -------------------------- | -------------------------- | -------------------------- | -------------------------- | -------------------------- |
| الدرجة القصوى °م (°ف)              | 18.3 (64.9)                | 23.2 (73.8)                | 30.5 (86.9)                | 35.0 (95.0)                | 37.3 (99.1)                | 40.2 (104.4)               | 41.3 (106.3)               | 40.4 (104.7)               | 40.7 (105.3)               | 32.4 (90.3)                | 25.9 (78.6)                | 16.4 (61.5)                | 41.3 (106.3)               |
| متوسط درجة الحرارة الكبرى °م (°ف)  | 8.2 (46.8)                 | 11.1 (52.0)                | 15.7 (60.3)                | 22.4 (72.3)                | 26.8 (80.2)                | 30.1 (86.2)                | 32.3 (90.1)                | 32.3 (90.1)                | 26.3 (79.3)                | 20.5 (68.9)                | 14.6 (58.3)                | 9.4 (48.9)                 | 20.8 (69.5)                |
| المتوسط اليومي °م (°ف)             | 3.5 (38.3)                 | 6.0 (42.8)                 | 10.3 (50.5)                | 16.4 (61.5)                | 20.8 (69.4)                | 24.6 (76.3)                | 26.9 (80.4)                | 26.7 (80.1)                | 21.5 (70.7)                | 16.0 (60.8)                | 10.0 (50.0)                | 4.9 (40.8)                 | 15.6 (60.1)                |
| متوسط درجة الحرارة الصغرى °م (°ف)  | 0.0 (32.0)                 | 2.1 (35.8)                 | 6.0 (42.8)                 | 11.5 (52.7)                | 16.1 (61.0)                | 20.1 (68.2)                | 22.8 (73.0)                | 22.7 (72.9)                | 18.1 (64.6)                | 12.8 (55.0)                | 6.9 (44.4)                 | 1.6 (34.9)                 | 11.7 (53.1)                |
| أدنى درجة حرارة °م (°ف)            | −8.1 (17.4)                | −5.9 (21.4)                | −2.6 (27.3)                | 1.7 (35.1)                 | 7.8 (46.0)                 | 11.9 (53.4)                | 16.7 (62.1)                | 16.0 (60.8)                | 10.6 (51.1)                | 1.0 (33.8)                 | −3.1 (26.4)                | −9.7 (14.5)                | −9.7 (14.5)                |
| الهطول مم (إنش)                    | 5.5 (0.22)                 | 8.8 (0.35)                 | 33.0 (1.30)                | 55.2 (2.17)                | 83.1 (3.27)                | 122.6 (4.83)               | 150.0 (5.91)               | 119.7 (4.71)               | 122.2 (4.81)               | 79.4 (3.13)                | 27.8 (1.09)                | 7.0 (0.28)                 | 814.3 (32.07)              |
| متوسط أيام هطول الأمطار (≥ 0.1 mm) | 4.4                        | 4.3                        | 8.2                        | 10.3                       | 11.9                       | 11.3                       | 12.8                       | 10.8                       | 13.2                       | 12.0                       | 9.1                        | 5.4                        | 113.7                      |
| المصدر: Weather China              |                            |                            |                            |                            |                            |                            |                            |                            |                            |                            |                            |                            |                            |

## التقسيمات الإدارية
- Hanbin District [الإنجليزية]‏
- Hanyin County [الإنجليزية]‏
- Shiquan County [الإنجليزية]‏
- Ningshan County [الإنجليزية]‏
- Ziyang County [الإنجليزية]‏
- Langao County [الإنجليزية]‏
- Pingli County [الإنجليزية]‏
- Zhenping County, Shaanxi [الإنجليزية]‏
- Xunyang, Shaanxi [الإنجليزية]‏
- Baihe County [الإنجليزية]‏.